# تونس مفتاح
تونس مفتاح وهي مطربة ليبية من مواليد مدينة البيضاء و غنية عن التعريف في الساحة الليبية والعربية.
الفنانة تونس مفتاح من أهم الأصوات الليبية النسائية و كان لها دور كبير في نشر الاغنية الليبية لان بدايتها كانت مبكرة مند كانت طفلة فان فترة تواجدها في الساحة الفنية الليبية تجاوزت الثلاث عقود غنت فيها جميع أنواع الغناء من اغاني الأطفال في البداية إلى الاغاني العاطفية والشعبية والوطنية.ومن هم اغانى تونس مفتاح: ما تغيب عني - مراسيلك - ما يسواكم - خطاني - ياما زعلت - رحلة نغم - السلسبيل - عارف ليش - كان المحبة عيب - نسيتك يالبعيد - بيحرموني - الوحدة العربية ـ القمر والشمس ـ القمر والشمس ـ بعيونى انصونك ـ ضناء بلادى ـ والله مايسواكم ـ لا تجيني لا نجيك خطاني، والعديد من الأعمال الخالدة.

## أعمالها
● مراسيلك غير امتى تجي.
● لا تغيب عنى لا تغيب
● نسيتك يا بعيد.
● سريبى أنا و ياك سريب.